# Diplodia rubi
Diplodia rubi är en svampart som beskrevs av Fr. 1849. Diplodia rubi ingår i släktet Diplodia och familjen Botryosphaeriaceae.  Arten är reproducerande i Sverige. Inga underarter finns listade i Catalogue of Life.